# Sultan Khamis Zaman
Sultan Khamis Zaman, nato Onèsphore Nkunzimana (23 luglio 1985), è un ex mezzofondista burundese naturalizzato qatariota, successivamente tornato burundese.

## Biografia
Nato in Burundi, compete la sua prima gara internazionale nel 2000, prendendo parte ai Mondiali juniores in Cile. Successivamente decide di competere a tutte le maggiori competizioni di corsa campestre e mezzofondo adottando la nazionalità qatariota, cambiando il suo nome in Sultan Khamis Zaman. Partecipa dunque a due edizioni consecutive dei Giochi olimpici (Atene 2004 e Pechino 2008) e alle maggiori competizioni del continentali, vincendo una medaglia di bronzo ai Giochi asiatici a Doha nel 2005.

Decide ulteriormente di tornare a competere per lo stato africano dopo il 2008, acquisendo nuovamente il suo nome di battesimo e vincendo nel 2010 gli Eurocross in Lussemburgo (manifestazione già vinta nel 2005 e 2007).

## Palmarès
| Anno                          | Manifestazione               | Sede           | Evento         | Risultato | Prestazione | Note |
| ----------------------------- | ---------------------------- | -------------- | -------------- | --------- | ----------- | ---- |
| In rappresentanza del Burundi |                              |                |                |           |             |      |
| 2000                          | Mondiali juniores            | Santiago       | 5000 m piani   | 9º        | 14'07"67    |      |
| 2001                          | Mondiali di cross            | Ostenda        | Corsa lunga    | 100º      | 44'15"      |      |
| In rappresentanza del Qatar   |                              |                |                |           |             |      |
| 2004                          | Mondiali di cross            | Bruxelles      | Corsa breve    | 4º        | 11'50"      |      |
| 2004                          | Campionati asiatici juniores | Ipoh           | 1500 m piani   | Oro       | 3'50"99     |      |
| 2004                          | Mondiali juniores            | Grosseto       | 1500 m piani   | Finale    | dnf         |      |
| 2004                          | Mondiali juniores            | Grosseto       | 5000 m piani   | 4º        | 13'32"33    |      |
| 2004                          | Giochi olimpici              | Atene          | 5000 m piani   | Batteria  | 13'26"52    |      |
| 2005                          | Mondiali di cross            | Saint-Galmier  | Corsa breve    | 19º       | 12'09"      |      |
| 2005                          | Mondiali di cross            | Saint-Galmier  | Corsa lunga    | dnf       | dnf         |      |
| 2005                          | Mondiali                     | Helsinki       | 10000 m piani  | 16º       | 27'53"33    |      |
| 2005                          | Mondiali mezza maratona      | Edmonton       | Mezza maratona | 19º       | 1h03'31"    |      |
| 2005                          | Giochi dell'Asia occidentale | Doha           | 10000 m piani  | Argento   | 28'44"57    |      |
| 2006                          | Mondiali di cross            | Fukuoka        | Corsa breve    | 10º       | 11'08"      |      |
| 2006                          | Mondiali corsa su strada     | Debrecen       | 20 km          | 29º       | 1h00'07"    |      |
| 2006                          | Giochi asiatici              | Doha           | 5000 m piani   | Bronzo    | 13'45"91    |      |
| 2007                          | Mondiali di cross            | Mombasa        | Individuale    | dnf       | dnf         |      |
| 2007                          | Giochi panarabi              | Il Cairo       | 5000 m piani   | Argento   | 13'39"79    |      |
| 2007                          | Giochi panarabi              | Il Cairo       | 10000 m piani  | Argento   | 29'29"65    |      |
| 2008                          | Campionati asiatici indoor   | Doha           | 3000 m piani   | Oro       | 7'49"31     |      |
| 2008                          | Mondiali indoor              | Valencia       | 3000 m piani   | Batteria  | 8'05"61     |      |
| 2008                          | Mondiali di cross            | Edimburgo      | Individuale    | 22º       | 36'12"      |      |
| 2008                          | Giochi olimpici              | Pechino        | 5000 m piani   | Batteria  | 13'53"38    |      |
| 2008                          | Mondiali mezza maratona      | Rio de Janeiro | Mezza maratona | 36º       | 1h06'50"    |      |